# Żydowo, Hạt Myślibórz
Żydowo [ʐɨˈdɔvɔ] là một ngôi làng thuộc khu hành chính của Gmina Barlinek, thuộc quận Myślibórz, West Pomeranian Voivodeship, ở phía tây bắc Ba Lan. Nó nằm khoảng 4 kilômét (2 mi) về phía đông bắc của Barlinek, 27 km (17 mi) phía đông bắc Myślibórz và 61 km (38 mi) về phía đông nam của thủ đô khu vực Szczecin.